# 防長経略
防長経略（ぼうちょうけいりゃく）は、天文24年10月12日（1555年10月27日）から弘治3年4月3日（1557年5月1日）まで行われた安芸の戦国大名毛利元就の大内氏領周防・長門侵攻作戦のことである。

## 背景
天文24年10月の厳島の戦いにより元就は大内軍の主力である陶晴賢軍を撃破し、その勢いをもって周防・長門両国の攻略を計画した。まず10月12日に厳島から安芸・周防国境の小方（現在の広島県大竹市）に陣を移し、作戦を練った。
大内軍は本拠地山口に大内義長と内藤隆世の兵3,000、そして山口までの防衛拠点として椙杜隆康の蓮華山城（現在の山口県岩国市周東町。以下、山口県は省略）、杉宗珊・杉隆泰親子の鞍掛山城（岩国市玖珂町）、江良賢宣・山崎興盛の須々万沼城（周南市）、そして陶晴賢の居城で嫡男の陶長房が守る富田若山城（周南市）、右田隆量の右田ヶ岳城（防府市）などそれぞれの城に城兵が籠り、毛利軍を撃退する準備を整えていた。また、石見三本松城の吉見正頼を警戒する野上房忠の軍勢が長門渡川城（山口市阿東）に配置されていた。

## 周防国東部への侵攻

### 調略と鞍掛城攻撃
元就はまず調略で、大内陣営内部に揺さぶりをかけた。10月18日に書状をもってあっけなく椙杜隆康は降伏、毛利氏に降った。蓮華山城に隣接していた鞍掛山城の杉隆泰もその報を受けると椙杜隆康同様に降伏した。しかしこの降伏した両名は普段より仲が悪く、隆康は隆泰の降伏が偽りであるという証拠を元就に差し出し（実際に降伏が偽りであったかどうかは不明）、ここに毛利軍と隆泰との関係は決裂した。
10月9日より毛利軍7,000（2万との説もある）が攻撃を開始し、杉軍は兵2,600で迎え撃った。杉軍は鞍掛城本丸に1,000、二の丸に800、鞍掛山東部の谷津ケ原と市頭に400ずつの隊で布陣したとされる。杉軍は善戦するも、14日または27日未明に毛利軍が鞍掛城の搦め手より奇襲をかけて杉親子と城兵1,300（そのうち武士は800人とされる）を討ち取り、落城させた。現在でもこの鞍掛城では、この戦いの際に焼けた米が出土する。

### 玖珂郡と大島郡の平定
翌11月（改元したため弘治元年）には、毛利方の村上水軍が大島郡の宇賀島（周防大島町の浮島）を攻め、大内方の宇賀島水軍を討伐する。島が一時的に無人島になるほど、徹底的に掃討されたと言われる。弘治2年（1556年）の年明けまでに玖珂郡の地侍らの多くは毛利氏に服属したが、山代地方の郷村（周防山代一揆）は成君寺（岩国市本郷町）の山城に籠もって毛利軍に抵抗した。毛利軍は、山代地方の平定に当たっていた坂元祐（坂新五右衛門） が入っていた高森城（岩国市美和町）から成君寺城を攻め、2月12日頃に落城させたと言われる。また、同月18日には三瀬川（岩国市周東町）で大内義長軍を撃退した。

## 周防国西部への侵攻

### 須々万沼城攻略

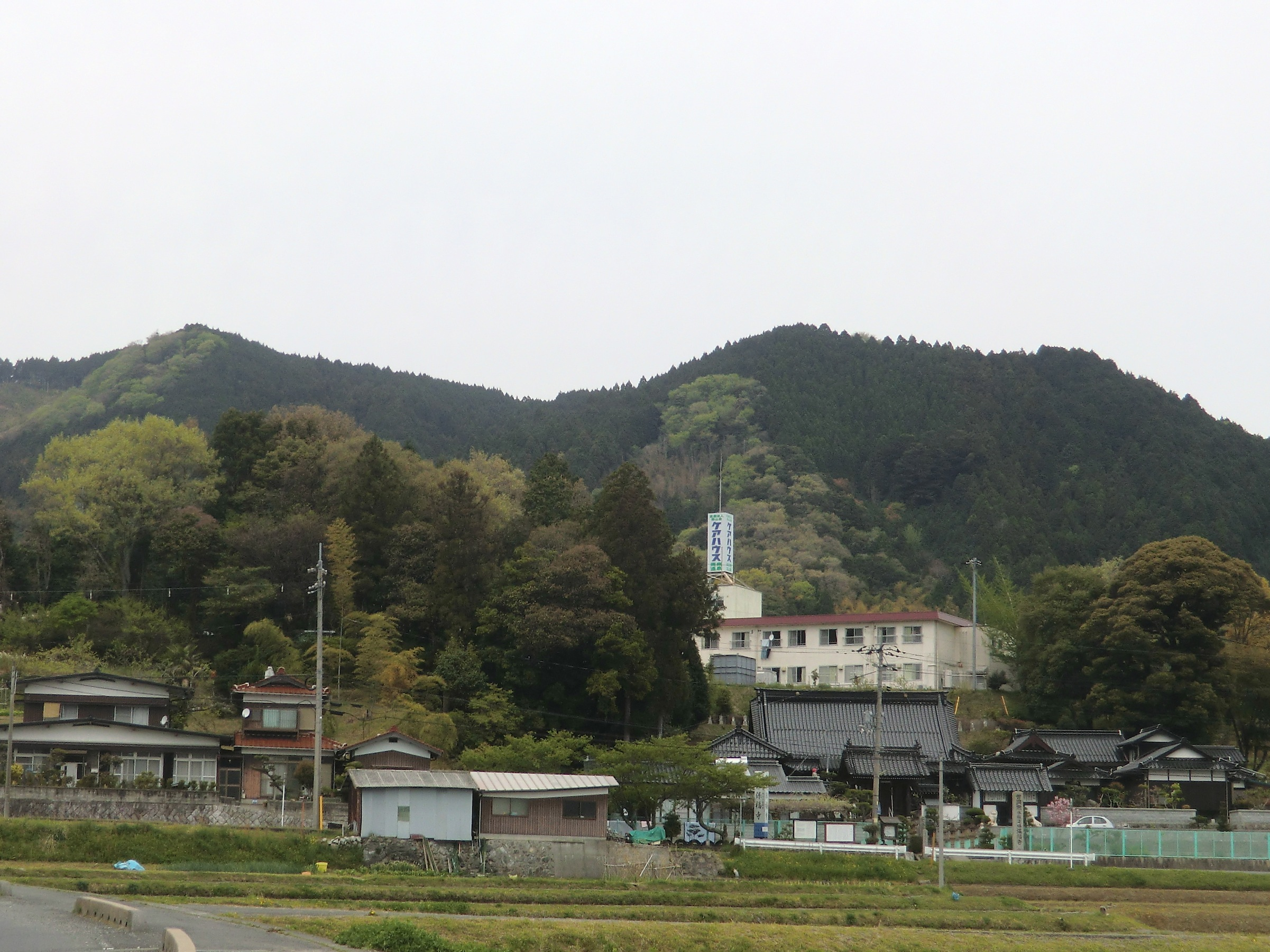
須々万沼城跡（手前の保福寺裏にある丘陵地）と毛利軍が布陣した道徳山（背後）

占領した玖珂郡の慰撫と戦力再編の後、岩国の永興寺（ようこうじ）に本陣を移していた毛利軍は、都濃郡にある須々万沼城の攻略を目指した。4月20日に小早川隆景率いる軍勢5,000が攻めるが、沼城に籠もる城主・山崎興盛と大内氏援軍・江良賢宣に撃退される。籠城側は、三方を沼沢に囲まれた城の近くを流れる小辻川を堰き止め、水かさを上げて防備を一層強化していた。籠城兵の数は3,000とも、玖珂郡からの敗残兵らも加わった10,000とも伝えられている。9月22日には毛利隆元が軍勢を率いて再度攻撃するが、やはり落とすことはできなかった。
弘治3年（1557年）2月には元就自身が10,000余の軍勢を率いて沼城攻略を再開した。元就は沼城の背後（北側）に位置する緑山から連なる峰（道徳山）に本陣を構え、隆元は東側の権現山に、隆景は南側の日隈山に布陣。さらに、緑山の西側にある熊ノ尾には山口からの増援に備える軍勢を配置した。2月19日より始まった毛利軍の攻撃に対して城兵は頑強に抵抗したものの、3月2日早朝の総攻撃で毛利軍は投げ入れた編竹と筵で沼地を埋め立て城に迫り、籠城していた男女1,500人余（3,000人余とする説もある）が惨殺された。この時、毛利軍は初めて火縄銃を戦闘に使用している。このような毛利軍の猛攻により、まず江良賢宣が降伏し、その後に興盛も沼城を出て開城した。元就は興盛が毛利家に仕えることを望んだが、興盛はそれを固辞して自害している。
- 須々万地区には沼城の戦いの関連して「沼を渉る女」と言う民話が伝わる。沼城に籠城する山崎興盛の子・山崎隆次は新婚であったが籠城の前に妻との離別を余儀なくされていた。しかし、離別させられた妻は夫を恋焦がれ、ついにある晩に「恋う人は沼の彼方よ　濡れぬれて　わたるわれをば　とがめ給うな」と歌って沼の浅瀬を渡ったと言う[7]。また、この女が沼を渡る様子を見た毛利軍が、浅瀬の場所を知って城に攻め入ることができたとされる[6]。

### 大内氏の内部崩壊

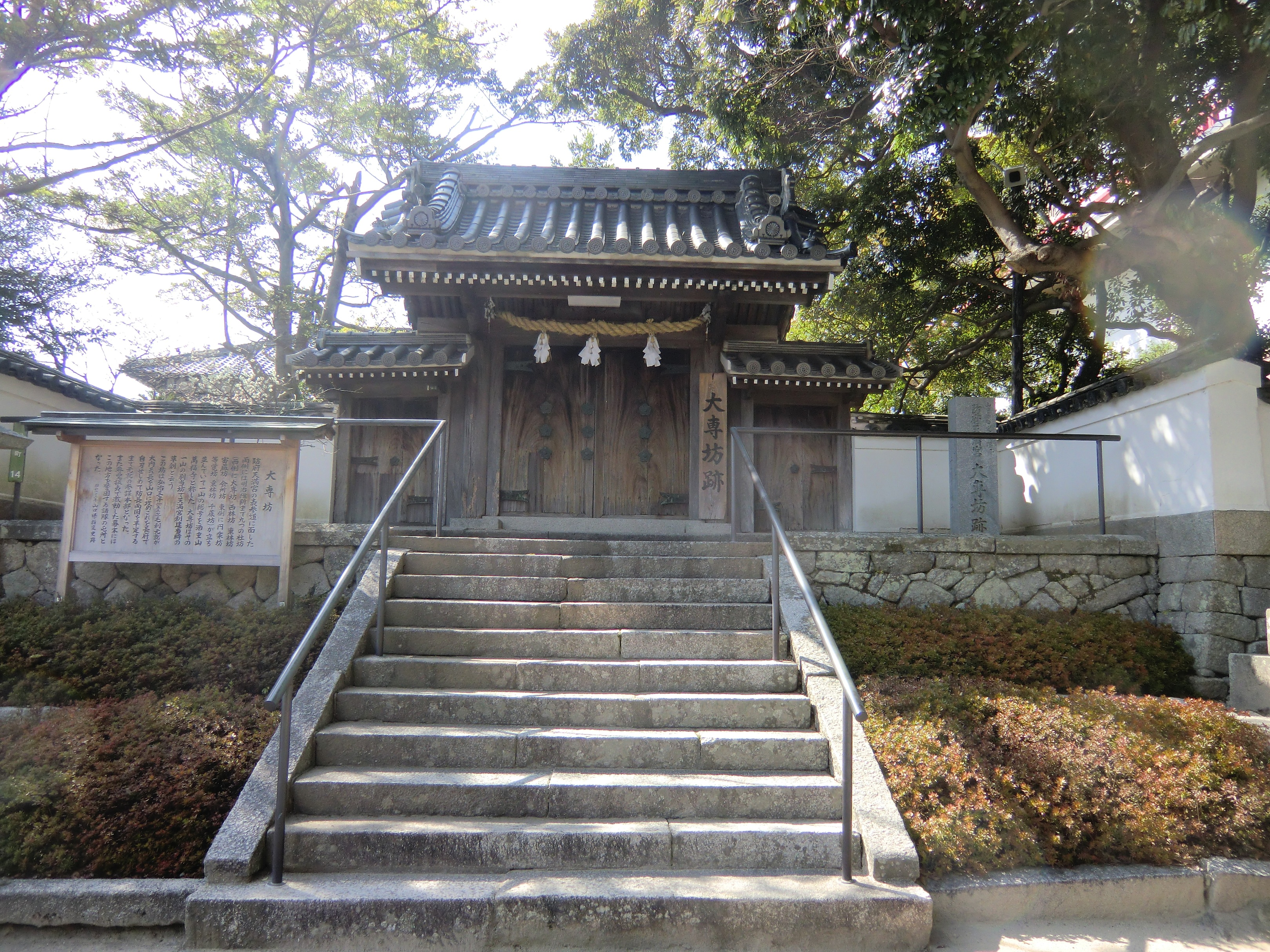
山口攻略時に毛利本陣が置かれた防府天満宮の大専坊

元就による周防侵攻が進んでいた頃、大内氏の家臣団の内部崩壊も進んでいた。
陶氏の本拠である富田若山城は、陶晴賢の嫡男である長房が弟・貞明らと共に籠もっており、厳島から脱出した石見国守護代の問田隆盛も滞留していた。しかし、大寧寺の変後に晴賢に討たれた豊前国守護代杉重矩の遺児・杉重輔が襲撃する。重輔の挙兵は毛利と通じていたとも言われ、この戦いも毛利軍による攻略とする場合もある。長房らは、防ぎきれずに城を捨てて龍文寺に逃亡して3月2日に自害した。（杉軍による襲撃と長房の死は、厳島の戦い直後の1555年10月とする説もある。）
- 一説によると、若山城を捨て要害である龍文寺に立て篭もった長房を破るために氏神の周方大明神の祭事である念仏踊りに紛れて寺に侵入して内から攻め滅ぼしたと伝えられる。これが、龍文寺に伝わる山口県指定無形民俗文化財の長穂念仏踊[9]の由来とされ、この伝承によれば要害である龍文寺に立て籠もった陶軍は門前の沼辺に櫓・塀を築き、橋を落すなどして防備を固め、籠城は数ヶ月に及んだと言われる。

父親の敵である陶氏を討ち滅ぼした重輔であったが、これに怒った内藤隆世が重輔の討伐に動く。義長はこれを仲裁して止めようとするも失敗し、両者の軍勢は山口後河原で戦いとなる。この戦いで山口の街は焼かれ、敗れた重輔が防府にて討たれたのは3月4日であった。
3月8日に陶氏遺臣が残る富田若山城を攻略した毛利軍は、12日には富田若山城を出発して山陽道の浮野峠より防府に進軍した。防府の天神山には、松崎天満宮（防府天満宮）に鷲頭隆政と朝倉弘房が率いる大内軍2,000が駐屯していたが、毛利軍の大軍により壊滅する。この時の毛利軍は兵2万に及び、情勢不利により山口へ撤退しようとしていた鷲頭・朝倉勢を佐波川周辺で撃ち破ったとされる。一方、右田ヶ岳城の右田隆量や野田長房らは元就の勧告に応じて降伏した。この降伏は、元就が富田若山城に入城した後に送った書状によるとも、鷲頭・朝倉勢の敗北後に毛利軍が迫ってからの降参とも言われる。右田ヶ岳城には南方就正が城番として入り、毛利軍に降った右田隆量は、山口攻めの先鋒として氷上山の砦を落とすなど戦功を上げている。防府を制圧した元就は、松崎天満宮の大専坊に本陣を移して山口総攻撃の指揮を執ることとした。

## 大内義長の最期

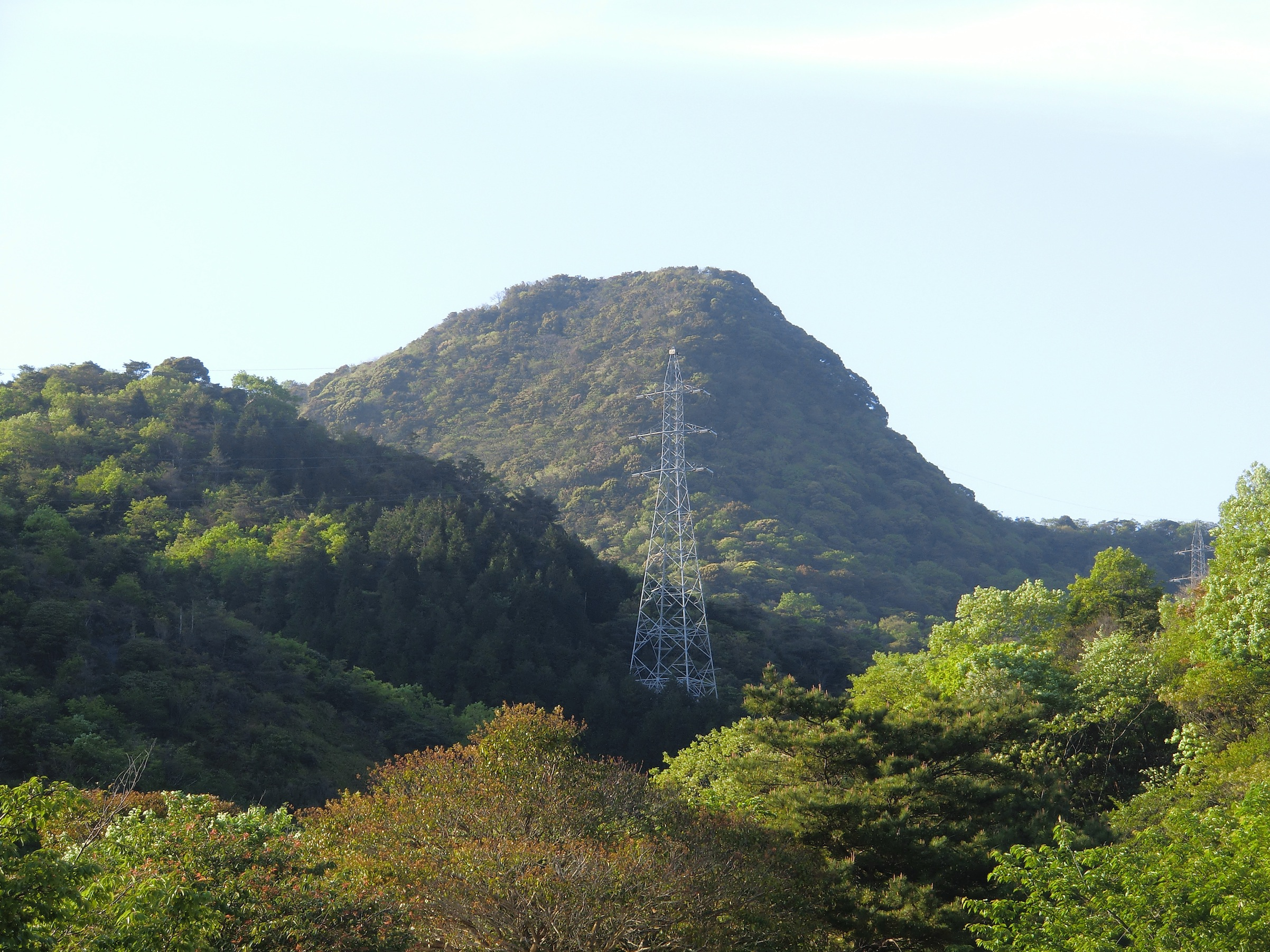
大内義長の最後の抵抗拠点となった且山城跡（下関市）

義長と隆世の軍勢のみとなった大内軍は、厳島の戦いの後に築城が始められたばかりで未完成の高嶺城に籠城し高嶺城の南の守りとなる支城・姫山城には宍道隆慶が入っていた。しかし、先の4日に行われた杉重輔と内藤隆世による戦いで山口の町は焦土と化しており、そこへ元就に与した吉見正頼も阿武郡渡川の野上房忠勢2000を排除して宮野口へと迫っていた。京都同様に防衛には向いていない山口を放棄した義長・隆世らは長門豊浦郡（下関市）の且山城（勝山城）へ逃亡した。その情報は、15日には毛利本陣に報告された。
毛利軍は山口へ侵攻し、姫山城の宍道勢は降伏。毛利本隊は山口の占領に動き、大内義長追討は福原貞俊に5,000の軍勢を預けて一任する。そして、大内義長の実家である大友氏の援軍を阻止するために、陸路で1,000余騎を下関へ向かわせ、さらに長門の周防灘から関門海峡にかけてと豊前一帯を、乃美宗勝を主力とする毛利水軍や村上水軍を派遣して、海上封鎖を行った。なお、前年（1556年）のものと思われる11月19日付けの元就の書状で、堀立直正が赤間関（下関の古名）の要害を攻略したことを賞しており、義長らの退路は早い段階で断たれていた。また、毛利軍に呼応して山口へ入った吉見正頼の功を称えた元就は、3月22日に宴を催したとされる。
義長が立て籠もった且山城は堅城であり、城を包囲した福原勢の城攻めは難航した。そこで元就は福原貞俊に策を預け、「陶晴賢に荷担した謀反人である隆世を許すわけにはいかないが、陶の傀儡であった義長には遺恨は無いので助命して大友氏に送り返す」と勧告する矢文を入れた。反対する義長を説得してこれを受け入れた隆世は4月2日に自刃し、義長は開城した且山城を出て長福院（功山寺）に入った。しかし、翌3日に福原勢は長福院を包囲して義長に自刃を迫った。謀られた義長であったが、最早どうすることもできずに自害した。陶晴賢亡き後を支えた陶氏の忠臣・野上房忠も長房の嫡子・鶴寿丸を殺害の後に自害した。
- 辞世の句
  - 大内義長「誘ふとて　何か恨みん　時きては　嵐のほかに　花もこそ散れ」
  - 野上房忠「生死を断じ去って　寂寞として声なし　法海風潔く　真如月明らかなり」

これにより大内氏と陶氏の正当なる後継者は絶え、元就による防長経略は完了した。元就は、4月23日に防府を発って吉田郡山城へ凱旋した。

## 大内氏遺臣の蜂起
防長経略の完了から2ヶ月後の弘治3年（1557年）6月、元就が帰国した機を捉えて陶氏家臣であった佐藤宗左衛門尉父子が山口にて蜂起し、山口守備の任に当たっていた市川経好と祖式友兼によって鎮圧された。この戦いで大内氏の降将である温科種重が負傷しつつ奮闘し、元就から賞賛されている。
さらに、大内氏の重臣であった陶氏、内藤氏、杉氏、問田氏などの遺臣が与党を糾合して防長各地で蜂起。11月10日には大内氏遺臣の草場氏・小原氏・河越氏らが、義隆の遺児問田亀鶴丸を擁立して山口に乱入し、障子ヶ岳城（障子岳）に籠城した。この時、たまたま山口に滞在していた毛利方の内藤隆春は雑賀隆利と共に鎮圧に乗り出し、翌11月11日には雑賀隆利が障子ヶ岳城を急襲して、妙見崎山で大内氏残党軍を撃ち破った（妙見崎の戦い）。この戦いで杉重輔の遺児・松千代（後の杉重良）の軍勢は敵兵の首級を35挙げ、勝間田盛道は負傷しつつも問田氏の遺臣2人を討ち、三戸元貞、有馬世澄らも戦功を挙げた。
また、同じ頃に山口に近い糸米においても大内氏遺臣が蜂起を企てたが、百姓・与三右衛門の内通によって蜂起を事前に察知した久芳賢直によって未然に鎮圧され、長門国においても大内氏遺臣が蜂起したが、長門国一宮・住吉神社の大宮司である賀田盛実が勝間田就盛と協力して鎮圧した。
さらに周防国の徳地、富海、富田でも大規模な大内氏旧臣の蜂起が起こったため、大内氏の降将で周防国切山保に所領を有する波多野勝実が兵を率いて防府の右田ヶ岳城に籠城して徳地方面の蜂起を防ぎ、児玉就忠の被官である大楽彦三郎が別所城に籠城して富田と富海方面の蜂起を防いだ。
大内氏旧臣の蜂起を知った元就と隆元も11月18日に再度出陣していたが、元就らが富田に着陣した11月末頃までに反乱はほぼ一掃されており、元就らは12月26日に吉田へと帰着した。なお、元就が三子教訓状をしたためたのは、富田の勝栄寺に在陣していた11月25日とされている。

## その後の影響
毛利氏
大内氏の所領であった周防・長門を併呑することによって毛利氏は一気にその勢力を拡大し、尼子氏と並ぶ中国地方有数の大大名となった。そして、石見銀山を巡って尼子氏と、博多の権益を巡って九州の大友氏との本格的な対立が始まる。なお、毛利氏に抗おうとする大内氏残党の掃討が完了するのは、永禄12年（1569年）までかかった。
また、防長経略で地下人らの強い抵抗に直面した元就は、反発の原因となる軍勢狼藉（兵士たちによる放火や略奪などの不法行為）などを防ぐために安芸国人衆12名による契状を作成している。これには、石見に進軍して防長経略には不在だった吉川元春らの名前も記されている（花押は無い）一方で、禁止事項の適用範囲・期限が明確にされていないことから、毛利氏が国人領主から戦国大名に転身することを図ったものと考えられている。
大内氏
義長の死により大内氏の正統は断絶したが、大内義隆の従弟の大内輝弘（大内義興の弟である大内高弘の子）が残っていた。北九州で毛利・大友の戦いが続いていた永禄12年には、大友氏の支援を得て山口に乱入するが、毛利軍に敗北し自刃することになる（大内輝弘の乱）。これにより、大内氏は歴史の表舞台から姿を消している。
大友氏
豊後の大友義鎮は、実弟の大内義長を見殺して周防国への影響力を失うが、大内氏旧領の豊前・筑前を占領。永禄2年（1559年）6月には豊前国・筑前国の守護に任じられ、11月には九州探題に任じられた上で、義長亡き後の大内氏家督を任されている。一旦は毛利氏と和を結んだものの、後に九州博多を目指す毛利氏と北九州で激しく戦い、輝弘の山口侵入を画策する。
尼子氏
益田藤兼を介して大内氏と和解し同盟関係を結んでいた尼子氏は、新宮党粛清後に軍事・尼子宗家権限強化をすることにより備前浦上氏を攻めるべく備前へと侵攻していた。だが、陶晴賢が戦死してから石見銀山の大内氏勢力が後退したこともあって、この隙を突く形で石見銀山を奪回。銀山付近の忍原へと進出してきた吉川元春・宍戸隆家軍を撃破している（忍原崩れ）。毛利氏が石見銀山を奪回するのは、永禄年間の雲芸和議まで待たねばならなくなった。
陶氏
陶氏嫡流は断絶したが、傍流の宇野元弘や陶隆満は生き残って毛利氏の家臣となっている。
内藤氏
内藤隆世は自刃したものの、その叔父の内藤隆春が生き残り新たに内藤氏当主として長門守護代に就任した。内藤氏は江戸時代も長州藩士として続いた。